# Culicoides trilineatus
Culicoides trilineatus är en tvåvingeart som beskrevs av Fox 1946. Culicoides trilineatus ingår i släktet Culicoides och familjen svidknott. Inga underarter finns listade i Catalogue of Life.